# Quartier Vivienne
Quartier Vivienne är Paris 6:e administrativa distrikt, beläget i andra arrondissementet. Distriktet är uppkallat efter den franske geografen Louis Vivien de Saint-Martin (1802–1897).
Andra arrondissementet består även av distrikten Gaillon, Mail och Bonne-Nouvelle.

## Omgivningar
- Notre-Dame-des-Victoires
- Galerie Vivienne
- Galerie Colbert
- Square Louvois med Fontaine Louvois

## Bilder
| - De fyra administrativa distrikten i Paris andra arrondissement. - Notre-Dame-des-Victoires. - Fontaine Louvois. |

## Kommunikationer
- Tunnelbana – linje  – Bourse